# パンチングゲーム
パンチングゲーム (punching game) とは、ゲームセンター等にある体感型業務用ゲーム機の一種で、筐体に付属されているグローブを着用し、所定の範囲内でパンチを放つことで進行するアーケードゲーム全般を指す。主にパンチの威力を計測するもの、パンチのテクニックを競うもの、シャドウボクシングを行うものに分けられる。

## 威力測定型
筐体内に設置された的を殴ることで、その威力が点数化される業務用ゲーム機。これらはまとめてパンチングマシンと呼ばれている。

## 打撃テクニック型
筐体内に出てきたミット、あるいはランプが光った箇所を素早く殴り付ける事で得点を稼ぐという物で、モグラ叩きに近い物である。

### ゲームタイトル
ストリートパンチャー（タイトー）
モグラ叩き系で、等身大のボクサー人形（レリーフ）を相手に、セコンドの指示音声＋表示ランプに合わせてボディ・ストレート・ライト・レフト・アッパーで、いずれもボクサー人形レリーフ正面から殴るゲーム。ラウンドを上がる毎に、より素早いパンチを要求され、短い所定時間内にパンチを入れなければならなくなる。ポリウレタンの柔らかい面を殴るとはいえども、あまりにも数多くのパンチを要求されるため、素手で殴っている間に次第にエキサイトする人も多く、手が滑ってゲーム機の硬い所を殴って怪我をする人や、連続プレーで手が肉刺や痣だらけになる人が続出した。これら負傷対策に本物のボクシンググローブを貸し出すゲームセンターまで登場した。
パンチマニア 北斗の拳（コナミ)
2000年4月に稼働したゲーム。同年12月には「パンチマニア 北斗の拳2 激闘修羅の国編」として稼働。筐体内にある6つのミットのうち、赤く光った箇所を、付属のグローブを着用し、正確に殴ることでストーリーに沿って進めていくもの。
ボクシングマニア あしたのジョー（コナミ）
2001年に稼働したゲーム。パンチマニア北斗の拳の基本システムを踏襲しつつ、筐体内にセンサーを設置することで、叩くとよけるを同時に可能とした体感型ボクシングゲーム。筐体下部には段平パッドと呼ばれるものを設置し、プレイヤーがダウンしてしまった際に、これを連打することで体力回復するといった新要素が含まれている。

## シャドウボクシング型
筐体内に広くセンサーを設置することで、プレイヤーの動きを察知し、それにあわせてゲームが進行していくタイプ。

### ゲームタイトル
mocap boxing　モーキャップボクシング(コナミ)
2000年に稼働したゲーム。筐体内に姿勢検出超音波センサーを設置し、プレイヤーの姿勢によって、ゲーム上の視点が切り替わるほか、グローブ内にも加速度センサーを内蔵することにより、プレイヤーが放ったパンチがそのままゲームに反映されるというもの。なおこのゲームでは他のパンチングゲームにあるような殴る対象物(ミットやパッド)は存在せず、プレイヤーはシャドウボクシングをしつつゲームを進めていく仕組みとなっている。ゲーム終了後には、プレイヤーのボクサーとしての適性度が表示される。
アクション刑事(コナミ)
2008年に稼働したゲーム。純粋なパンチングゲームではないが、左右の手に一つずつ持った専用コントローラ（体感アクションコントローラ）を場面によって様々な武器や乗り物のステアリングなどに見立てて操作する内容で、その中には拳を振るって闘うパンチアクションシーンもある。